# 小菅正夫
小菅 正夫（こすげ まさお、1948年6月17日 - ）は、日本の獣医師。札幌市環境局参与（札幌市円山動物園担当）。旭川市旭山動物園元園長。北海道大学客員教授。

## 略歴
北海道札幌市出身。北海道札幌南高等学校、北海道大学獣医学部卒業。在学中は柔道に打ち込み、キャプテンもつとめた。段位は四段。
本人によると、「北大柔道部での過酷な練習であまりにも腕が太くなったため牛の直腸に腕が入らず、産業獣医師を断念した」という。
就職先が見つからず悩んでいたところ、卒業間際になって旭山動物園の獣医師募集を知り、応募。
大学卒業後、1973年に入園。1986年飼育係長、1991年副園長などを経て、1995年園長に就任。一時は閉園の危機にあった旭山動物園を再建し、日本最北にして日本一の入場者を誇る動物園にまで育て上げた。2004年には「あざらし館」が日経MJ賞を受賞した。
2009年3月、旭山動物園を定年退職。同年4月より翌年3月まで、同園名誉園長。
2010年11月7日の旭川市長選挙へ出馬する意向を示したが、その後撤回している。
2015年10月23日、札幌市環境局参与（円山動物園担当）に就任。
2017年6月、ドキュメンタリー映画『生きとし生けるもの』を監修。

## 現在の出演番組
- 夏休み子供科学電話相談

## 著書
- 『旭山動物園園長が語る命のメッセージ』（竹山書房、2005年）
- 『「旭山動物園」革命―夢を実現した復活プロジェクト』（角川書店、2006年）
- 『戦う動物園―旭山動物園と到津の森公園の物語』（中央公論新社、2006年）岩野俊郎・島泰三との共著